# مدافع تاج
مدافع تاج (به انگلیسی: Defender of the Crown) یک بازی کامپیوتری استراتژی است که توسط «کلین بک» طراحی و توسط «سینماویر» در سال ۱۹۸۶ برای آمیگا منتشر شد. این بازی که اولین محصول عرضه شده توسط سینماویر است، (به واسطه داشتن گرافیک با کیفیت) در زمینه گرافیک بازی‌های کامپیوتری، استاندارد جدیدی را در زمان عرضه خود تعریف کرد.
در سال ۱۹۸۷ این بازی برای سیستم‌های داس، نینتندو ای اس، آتاری اس تی، آمستراد سی پی سی، کمودور ۶۴، مکینتاش و در نهایت در سال ۱۹۸۸ برای اپل ۲جی‌اس پورت گردید. بعد از مدتی نیز یک نسخه از این بازی برای کنسول «سی دی-آی» منتشر شد.

## گیم پلی
داستان بازی در سال ۱۱۹۴ میلادی و دوران قرون وسطا در انگلستان روی می‌دهد که پس از مرگ پادشاه، گروه‌های مختلف برای به دست آوردن تاج و تخت با یکدیگر به جنگ می‌پردازند.

نمایش صحنه‌های نبرد یکی از قابلیت‌های جدید بازی در نسخه آتاری اس‌تی بود.

بازیباز در نقش یکی از ساکسون‌ها ایفای نقش می‌کند که سعی دارد در مقابل هجوم نورمن‌ها ایستادگی نماید. هدف اصلی مبارزه با ساکسون‌های متخاصم، به دست آوردن مناطق آن‌ها و در نهایت کنترل تمام سرزمین‌های انگلستان می‌باشد. بازیباز باید با جمع‌آوری ارتش و نبرد با دشمنان، قلعه‌های آنان را تصاحب کند، همچنین امکان اجیر کردن ارتش و غارت قلعه‌های دشمنان برای بازیباز وجود دارد. یکی دیگر از روش‌های به دست آوردن سرزمین‌ها، شرکت در مبارزه‌های تن به تن با نیزه علیه ساکسون‌ها است، ضمن اینکه بازیباز می‌تواند در مدت زمان‌های متفاوت اقدام به آزاد نمودن دوشیزه‌های دربند دشمنان کرده یا حتی از راهزن افسانه‌ای، رابین هود درخواست کمک نماید.
استراتژی اصلی در این بازی ایجاد جنگ فرسایشی با دشمنان است، جمع‌آوری ارتش بزرگتر از دشمنان و حمله به آن‌ها در زمان مناسب می‌باشد.
به دلیل نیازهای مالی، شرکت «سینماویر» اقدام به عرضه بازی اولیه، بدون قابلیت‌هایی که قرار بود برای بازی در نظر گرفته شود، نمود. بعضی از این قابلیت‌ها با وجود قابل اجرا بودن، در محصول عرضه شده حذف گردیدند. بعضی از قابلیت‌ها هم توسط تیم سازنده تکمیل شدند، اما در نسخه‌ای که وارد بازار شد، اثری از آن‌ها نبود، از جمله این قابلیت‌ها می‌توان به منجنیقها، قلعه‌های بیشتر برای تصرف و استراتژی عمیق‌تر اشاره کرد.
«جیم ساشز» طراح اصلی بازی، در مصاحبه‌ای پس از عرضه نسخه آمیگا، برخی از این قابلیت‌ها را نمایش داد.

## بازتاب‌ها
اولین نمایش این بازی قبل از عرضه، در سپتامبر ۱۹۸۶ در همایش کمودور در لس آنجلس روی داد که توجه بسیاری رو به خود جلب کرد. «برایان بگنال» در مقاله‌ای در مجله «ادج» در مورد این بازی این‌گونه نوشت:
در این دوره ما بسیاری از افراد را مانند «جیم ساشز» در اطرافمان پیدا می‌کنیم، اما ۲۰ سال پیش وجود همچین شخصی با این توانایی‌ها شگفت‌آور بود.

گرافیک نسخه نهایی بازی یک نقطه عطف در زمینه تولیدات بازی‌های ویدئویی بود... در مقایسه با بازی‌های ویدئویی آن زمان، بازی مدافع تاج یک سطح جدیدی از کیفیت را به همه معرفی کرد. کامپیوترهای آی بی ام بازی «کینگز کوئست» محصول شرکت سیه‌را آنلاین را داشت که با وجود خوب بودن، تماماً به صورت ماجراجویی بود. کامپیوترهای مکینتاش نیز دارای بازی‌های شطرنج و تخته بودند. بازی «مدافع تاج» وقتی عرضه شد دارای بهترین گرافیک ممکن بین تمام بازی‌های ویدئویی آن زمان (حتی برتر از بازی‌های دستگاه‌های آرکید) بود. این بازی یک انقلاب بود.
«جیمی ماهر» در سال ۲۰۱۵ در مورد این بازی نوشت: «دارندگان آمیگا با عرضه مدافع تاج به قابلیت‌های بالای دستگاه خود پی بردند و پس از مدت‌ها انتظار، اکنون می‌توانند به انتخاب خود در تهیه کامپیوتر قدرتمند آمیگا، افتخار کنند.» این بازی تبدیل به یکی از پرفروشترین محصولات شد، به‌طوری‌که تا پایان ۱۹۸۶، تعداد ۲۰۰۰۰ نسخه و در مجموع ۲۵۰۰۰۰ کپی از این بازی به فروش رفت.
بازی مدافع تاج بازخوردهای بسیار مثبتی دریافت کرد. The Australian Commodore Review به نسخه کمودور ۶۴ این بازی نمره ۹۶ از ۱۰۰ را داد. مجله "کمودور یوزر" در مورد بازی نوشت: "کاملاً درخشان و یکی از بهترین بازی‌های عرضه شده تا به امروز بر روی کمودور ۶۴". مجله «کامپیوتر گیمینگ ورلد» گرافیک نسخه آمیگا را تحسین کرده و آن را به عنوان یک ویترین برای نشان دادن قدرت زیاد گرافیک آمیگا به دوستان توصیف کرد. با وجود اینکه گیم پلی بازی، به پیچیدگی دیگر محصولات استراتژی آن زمان نبود، با این حال اکثر منتقدان مدافع تاج را به عنوان اولین محصول شرکت «سینماویر» ستودند. در سال ۱۹۸۷ این مجله به بازی جایزه ویژه «دستاورد هنرمندانه در بازی‌های کامپیوتری» را اهدا کرد، اما در بازنگری مجدد این بازی در ۱۹۹۰ و ۱۹۹۳، امتیاز ۲ از ۵ را به بازی داد. مجله "کامپیوت!" ضمن تحسین گرافیک نسخه آمیگا، از سادگی گیم پلی بازی انتقاد کرد. مجله «سی یو آمیگا» گرافیک بازی را بسیار خوب همراه با رنگ‌های جذاب و افکت‌های تصویری مناسب دانست.
«جیمی ماهر» گرافیک بازی را ستود اما از گیم پلی بازی اورجینال که برای آمیگا منتشر شد انتقاد کرد و آن را هم آسان و هم سخت دانست و همچنین مینی گیم‌های موجود در داخل بازی را (مانند دوئل با نیزه و شمشیر) را ناکارآمد خواند. با اینحال به این موضوع اشاره کرد که بازیباز حس فیلم‌های مربوط به انگلستان قرون وسطا را به خوبی تجربه می‌کند.

## کاور آرت
کاور آرت بازی مدافع تاج حاصل طراحی «پیتر گرین دیزاین» و نقاشی «ازرا تاکر» می‌باشد.
«رندی مک دونالد» مسئول اصلی تهیه و تولید چهار بازی اول شرکت «سینما ویر» در مصاحبه‌ای این‌طور بیان می‌کند: "پیتر گرین یا من هرکدام یک طرح اولیه را به‌طور مجزا از هم کشیدیم. من برای طراحی لباس‌ها به استودیوی وسترن کاستیوم در هالیوود رفتم و تعدادی لباس برای طراحی از آنجا اجاره کردم، سپس لباس‌ها را بر تن مدل‌های مختلف نموده و در استودیو عکاسی بزرگ پیتر از آن‌ها در حالت‌های مختلف و مدنظرمان عکس گرفتیم"
بر طبق اظهارات «رندی مک دونالد» گرافیست اولیه، «گرگ وینتر» بوده‌است، اما در نهایت کار به دست «ازرا تاکر» به اتمام رسیده‌است.

## پورت‌های بازی
دو نسخه از این بازی برای سیستم عامل داس و کنسول «نینتندو ای‌اس» تولید شد که دارای گرافیک و صوت به مراتب ضعیفتری نسبت به نسخه آمیگا بودند، اما در عوض گیم پلی این دو نسخه دارای عمق استراتژی بیشتری بود. پورت‌های مربوط به اپل ۲جی اس، کمودور ۶۴ و آتاری اس تی با موفقیت بیشتری همراه بودند. گرافیک نسخه‌های مکینتاش، آتاری اس تی و اپل ۲ جی اس بسیار نزدیک به گرافیک نسخه اصلی (آمیگا) بودند.
لیست تمام پورت‌های بازی:
- آمستراد سی پی سی
- آتاری اس تی
- اپل ۲جی‌اس
- کمودور ۶۴
- اپل مکینتاش
- گیم بوی ادوانس
- سیستم سرگرمی نینتندو
- سیستم عامل داس، CGA (۴ رنگ) و EGA (۱۶ رنگ)
- اسپکتروم
- فیلیپس سی دی-آی
- آی او اس[۲۱]
- اندروید[۲۲]

در سال ۱۹۸۹ این محصول دومین بازی پرفروش بر روی سی دی-رام (بعد از بازی The Manhole) بود.

## نسخه‌های بازسازی شده
شرکت سینماویر پس از تولید و عرضه چندین بازی موفق در نهایت بخاطر مشکلات مالی ورشکست شد. در سال ۲۰۰۰ «لارس فورکن باتیستا» و «شان وسچ» اقدام به خرید حق امتیاز تمام محصولات سینماویر کرده و در نهایت اقدام به تأسیس Cinemaware Inc. نمودند. سپس این شرکت تازه تأسیس در اولین پروژه خود تصمیم به بازسازی نسخه‌ای از بازی «مدافع تاج» برای کامپیوترهای شخصی مدرن گرفت. نتیجه این پروژه بازی «رابین هود: مدافع تاج» بود که در سال ۲۰۰۳ برای پلتفرم‌های پلی استیشن ۲، اکس باکس و ویندوز عرضه گردید. این کمپانی جدید همچنین اقدام به عرضه دیجیتالی نسخه‌های بازسازی شده کلاسیک سینماویر (از جمله مدافع تاج) نمود.
در فوریه ۲۰۰۷ یک محصول با نام Defender of the Crown: Heroes Live Forever توسط شرکت eGames منتشر شد. این شرکت مالک و خریدار سینماویر در سال ۲۰۰۵ بود. بازی Heroes Live Forever شامل بسیاری از المنت‌های گیم پلی بازی اورجینال «مدافع تاج» بود. از جمله این موارد می‌توان به دوئل با نیزه بر روی اسب، مسابقات تیراندازی با کمان، حمله به قلعه‌ها، نجات شاهزاده‌های به اسارت گرفته شده و نابود کردن قلعه دشمنان با استفاده از منجنیق اشاره کرد.

## میراث بازی
در سال ۱۹۹۳ نسخه دوم بازی با نام "مدافع تاج ۲" توسط شرکت کمودور اینترنشنال برای پلتفرم‌های "کمودور سی‌دی‌تی‌وی" و آمیگا سی‌دی۳۲ منتشر شد.
گروه موسیقی دانمارکی PRESS PLAY ON TAPE تم موسیقی بازی مدافع تاج را به صورت ریمیکس شده عرضه کردند.
در نیمه دوم دهه هشتاد میلادی برخی از بازی‌های منتشر شده به شکل مستقیم از بازی «مدافع تاج» الهام گرفته بودند. برای مثال می‌توان به بازی Joan of Arc (محصول ۱۹۸۹ شرکت Rainbow Arts) اشاره کرد.